# كلوز فاستينغ
كلوز فاستينغ (بالنرويجية البوكمول: Claus Fasting)‏ هو صحفي وكاتب نرويجي، ولد في 29 أكتوبر 1746 في برغن في النرويج، وتوفي بنفس المكان في 25 ديسمبر 1791.